# Ріхард Саалісте
Ріхард Саалісте (ест. Richard Saaliste, 23 липня 1916, с. Нурту, повіт Ляенемаа, Естонія — 14 грудня 1949, м. Вяндра, повіт Пярнумаа, Естонія) — партизан естонського руху опору проти СРСР, командир «Ліги збройного опору» (ест. RVL (Relvastatud Võitluse Liit).

## Життєпис
Народився 23 липня 1916 в селі Нурту в муніципалітеті Велісе повіту Ляенемаа. Його брат Артур був відомим спортсменом, борцем (у 1942 і 1943 роках став чемпіоном Естонії з греко-римської боротьби в середній вазі) 
Закінчив місцеву сільську початкову школу, Янедську середню сільськогосподарську школу, а потім аспірантський клас військової школи, після чого працював на фермі свого батька.
Після окупації Естонії СРСР приєднався до руху опору. Влітку 1941 року організував з місцевих чоловіків групу лісових братів у лісах поблизу свого дому, з якою брав участь у боях проти Червоної Армії. Після зайняття країни німецькими військами приєднався до них, служив у званні лейтенанта. У серпні 1941 року був поранений в праву руку, внаслідок чого залишився частково інвалідом і став непридатним до дійсної військової служби.
Восени 1941 року був призначений командувачем воєнізованої організації Омакайтсе повіту Хіюмаа. Для того, щоб продовжувати службу, почав тренувати ліву руку замість пораненої правої і навчився влучно стріляти. У травні 1944 року пішов добровольцем на командира 11-ї роти 3-го батальйону 1-го полку прикордонної охорони. Брав участь в обороні Пскова, а потім Чудського озера.
14 серпня 1944 року його полк був оточений ворогом в районі Ряпіни, але вдалося вирватись. У цьому бою Саалісте був знову важко поранений. 
Лікувався у Кярдла в Гіюмаа. Тут він допомагав людям втекти до Швеції та збирав естонських солдатів, які прибули на острів. Через це його заарештували німці, але згодом відпустили. 2 жовтня 1944 евакуювався до Швеції, оскільки радянські війська висадилися на острові. Перебував у таборі для біженців і був заарештований через підозру в симпатіях до нацистів, згодом звільнений.
У ніч з 1 на 2 грудня 1946 року висадився разом із кількома однодумцями в Естонії, нав'язав контакти з підпіллям, встановив радіозв'язок із Естонським урядом у вигнанні в Швеції. У 1947 році приєднався до «Ліги збройного опору (RVL)».
10 червня 1949 року його група здійснила напад на будинки причетних до депортації населення в районі Нарту. Через це радянські органи безпеки розпочали операцію захоплення, якою керував особисто міністр безпеки Естонської РСР Борис Кумм. 
Загинув під час облави криївки 14 грудня 1949 року.

## Вшанування пам'яті
На місці загибелі встановлено пам'ятний знак.